# ラッセルホブス
Russell Hobbs（ラッセルホブス）は、イングランドのグレーター・マンチェスター州オールダム区に本社を置く電気ケトル、トースター、コーヒーメーカーなどの家庭電化製品などを製造する会社である。